# Anthony Philip Heinrich
Pour les articles homonymes, voir Heinrich.
Anthony Philip Heinrich (né à Krásný Buk le 11 mars 1781 et mort à New York le 3 mai 1861) est un compositeur américain de naissance allemande du royaume de Bohême. Considéré comme le premier compositeur « professionnel » d'Amérique, il travaille à Philadelphie, Pittsburgh, dans le Kentucky, à Boston et New York, où il s'installe en 1837.
En tant que violoniste, il a dirige la première représentation connue d'une symphonie de Beethoven aux États-Unis et en 1842, il aide à organiser la New York Philharmonic Society. Son importante production d'œuvres orchestrales, vocales, instrumentales créée entre 1818 et 1858 comprend de nombreuses pièces expressives ou descriptives (par exemple, L'Aube de la musique dans le Kentucky ou Les plaisirs de l'harmonie dans les solitudes de la nature en 1820 ; Pushmataha, un chef Vénérable d'une tribu d'Indiens de l'Ouest en 1831), certains sont excentriques et d'une complexité inhabituelle,.